# Lijst van beschermd erfgoed in de gemeente Kehlen
In deze lijst van beschermd erfgoed in de gemeente Kehlen zijn alle geclassificeerde nationale monumenten van de Luxemburgse gemeente Kehlen opgenomen.

## Monumenten per plaats

### Kehlen
| Object   | Bouwjaar/architect | Locatie             | Datum beschermd?     | Coördinaten | Afbeelding |
| -------- | ------------------ | ------------------- | -------------------- | ----------- | ---------- |
| Gebouwen |                    | rue de Schoenberg 1 | 26 oktober 2007 (MN) |             |            |

### Keispelt
| Object   | Bouwjaar/architect | Locatie              | Datum beschermd?       | Coördinaten | Afbeelding |
| -------- | ------------------ | -------------------- | ---------------------- | ----------- | ---------- |
| Gebouwen |                    | rue Pierre Dupong 17 | 26 september 2008 (MN) |             |            |

### Nospelt
| Object | Bouwjaar/architect | Locatie     | Datum beschermd?  | Coördinaten | Afbeelding |
| ------ | ------------------ | ----------- | ----------------- | ----------- | ---------- |
| Huis   |                    | rue d'Olm 4 | 22 juni 2007 (IS) |             |            |

### Olm
| Object                          | Bouwjaar/architect | Locatie           | Datum beschermd?      | Coördinaten | Afbeelding |
| ------------------------------- | ------------------ | ----------------- | --------------------- | ----------- | ---------- |
| Gebouw met huis, plaats en tuin |                    | rue de Capellen 2 | 5 september 1999 (IS) |             |            |

### Schoenberg
| Object                                                   | Bouwjaar/architect | Locatie | Datum beschermd?  | Coördinaten | Afbeelding |
| -------------------------------------------------------- | ------------------ | ------- | ----------------- | ----------- | ---------- |
| Kerkhofkapel en grafstenen op het kerkhof van Schoenberg |                    |         | 26 juni 1935 (IS) |             |            |

## Bron
- Liste des immeubles et objets classés monuments nationaux ou inscrits à l'inventaire supplémentaire